# Blagaj (Mostar)
Blagaj ist ein Ort im Kanton Herzegowina-Neretva (Bosnien und Herzegowina). Er liegt etwa 10 Kilometer südöstlich von Mostar und ist verwaltungsmäßig heute ein Teil der Großgemeinde. Mit den zugehörigen Siedlungen hatte Blagaj bei der Volkszählung 2013 2.684 Einwohner gegenüber 4.446 vor dem Bosnienkrieg. 
Sehenswert sind die Karstquelle Vrelo Bune des Flusses Buna, das dort befindliche Derwisch-Kloster (Tekija), die oberhalb des Ortes gelegene Festung Stjepan grad und weitere Baudenkmäler.

## Architekturgeschichte

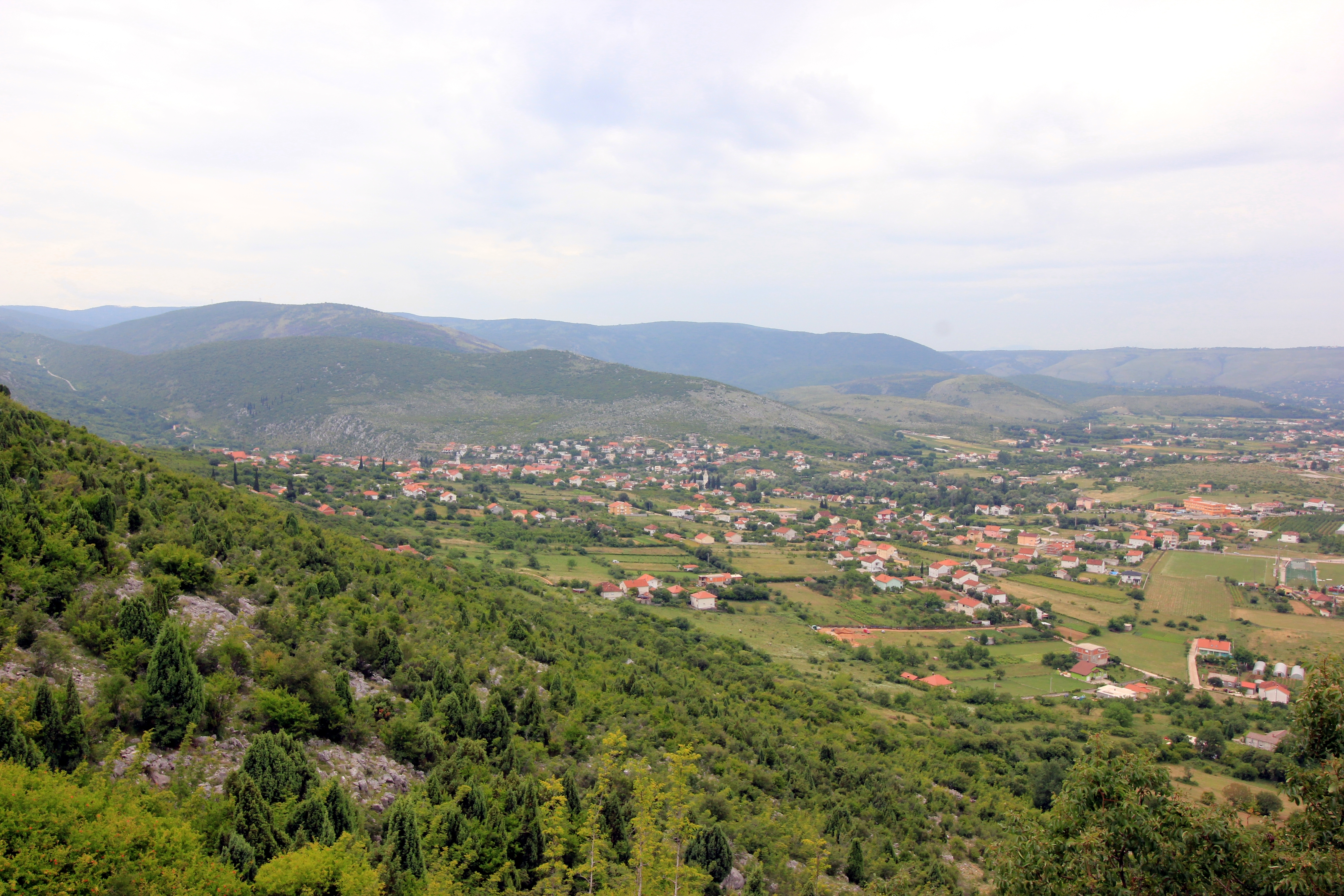
Blick von Norden auf Blagaj

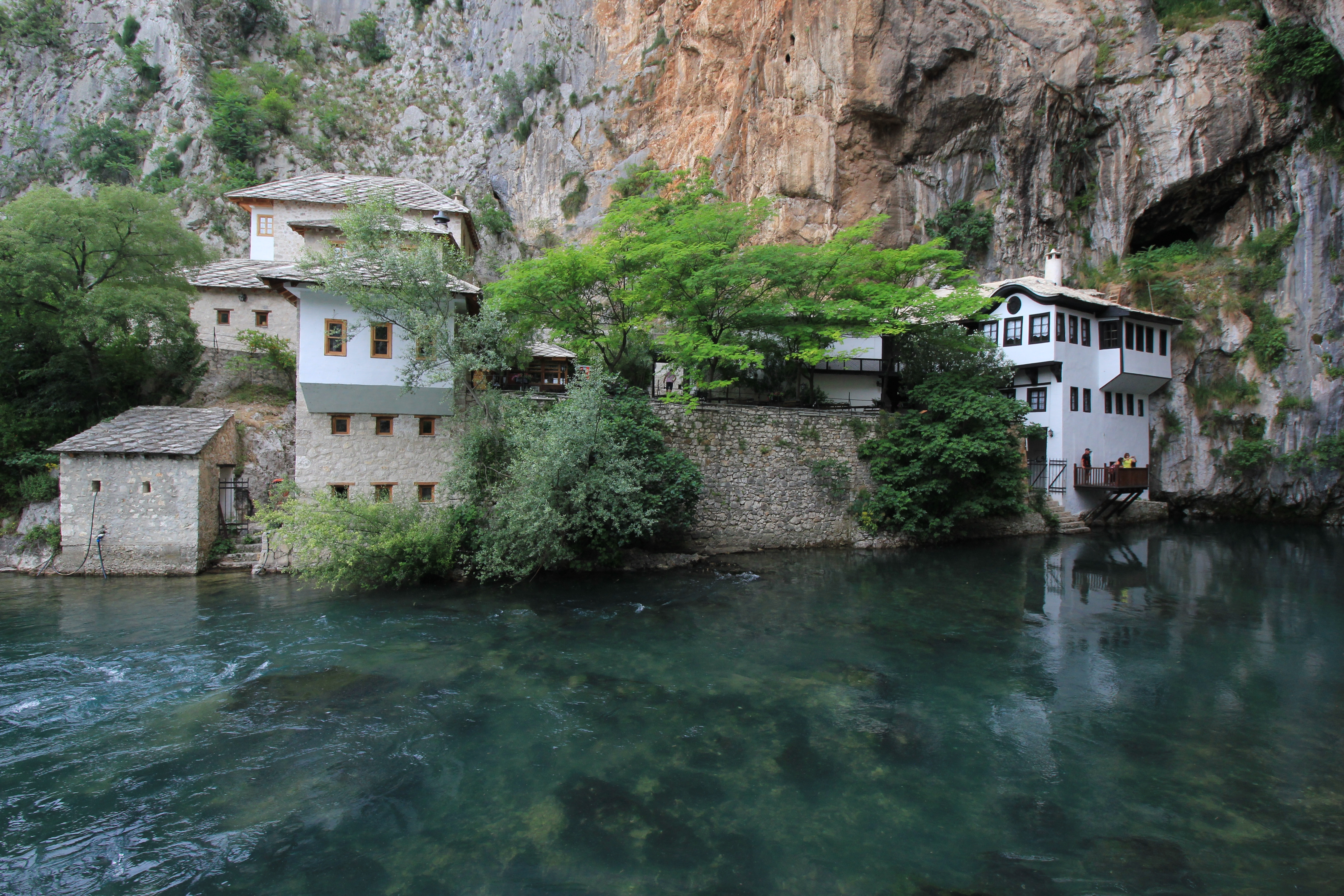
Tekija an der Bunaquelle in Blagaj

Die früheste Erwähnung des Ortes stammt aus dem Jahr 1423. Die Urbanisierung erfolgte unter osmanischer Herrschaft in der zweiten Hälfte des 15. Jahrhunderts und im 16. Jahrhundert. 
Das Zentrum wurde von dem Basar (Čaršija) als Handels- und Handwerkszentrum gebildet. Daneben gab es einen Moschee-Komplex mit Harem, Mekteb (Grundschule) und Han (Gästehaus). Die Wohngebäude waren in mehreren Quartieren (Mahala) jeweils mit ihren Frontseiten zu Innenhöfen angeordnet. Ein ähnlicher Komplex (Velagić-Haus, Velagićevina, Velagića kuća), erbaut vor 1776, ist heute noch zu besichtigen und wird teilweise als Gästehaus genutzt. 
Die Stadt entwickelte sich überwiegend am rechten Ufer des Flusses. Unter den ersten öffentlichen Gebäuden war die Kaiser-Moschee (Careva džamija, auch Sultan Suleyman-Moschee genannt, 1520/21). Mit deren Bau bekam die Siedlung den Status einer kasaba (kleinstädtische Siedlung). Es folgten der Bau der fünfbogigen Karađoz-beg-Brücke (1570) und der Leho-Brücke (Lehina ćuprija) (vor 1664). Ein Hamam wurde zwischen 1570 and 1664 errichtet, ein Han ebenfalls vor 1664. 
An der Buna-Quelle befindet sich das Ensemble der Tekija. Deren Gebäude sind eng an den Fels gebaut. Die Musafirhana (Gasthaus für Reisende) und die Turbe (Grabstätte) wurden vermutlich spätestens um 1520 erbaut und sind neben jüngeren Bauten bis heute erhalten. Einige Begräbnisstätten auf dem Gebiet Blagajs sind erhalten. Die alten Grabmale haben Ähnlichkeiten mit den in der Herzegovina gefundenen Stećci. Mehrere kleinere Gebetshäuser (Masjids) sind ganz oder zu großen Teilen zerstört. 
Im Stadtgebiet sind noch einige Wassermühlen erhalten.
Auch in der Österreichisch-ungarischen Periode behielt Blagaj weitgehend seinen Charakter als eine Siedlung vom orientalischen Typ. Während dieser Zeit wurde die nach St. Basil von Ostrog benannte orthodoxe Kirche im neoromanischen Stil gebaut (1892 bis 1893). Sie wurde während des Bosnienkriegs stark beschädigt. 1908 wurde eine katholische Kirche errichtet. Auch sie wurde während des Krieges beschädigt, konnte inzwischen aber restauriert werden.

## Persönlichkeiten
- Katarina Kosača-Kotromanić (1424–1478), Königin von Bosnien